# 杨发明
杨发明（1965年7月—），男，回族，宁夏贺兰人，中华人民共和国伊斯兰教人物、政治人物，曾任宁夏回族自治区伊斯兰教协会副会长、银川市伊斯兰教协会会长，第十一届全国政协委员。现任中国伊斯兰教协会会长。

## 生平
2008年，当选第十一届全国政协委员，代表宗教界，分入第五十一组。
2016年11月起担任中国伊斯兰教协会会长。
2018年1月，当选第十三届全国政协委员。